# Karl Weiken

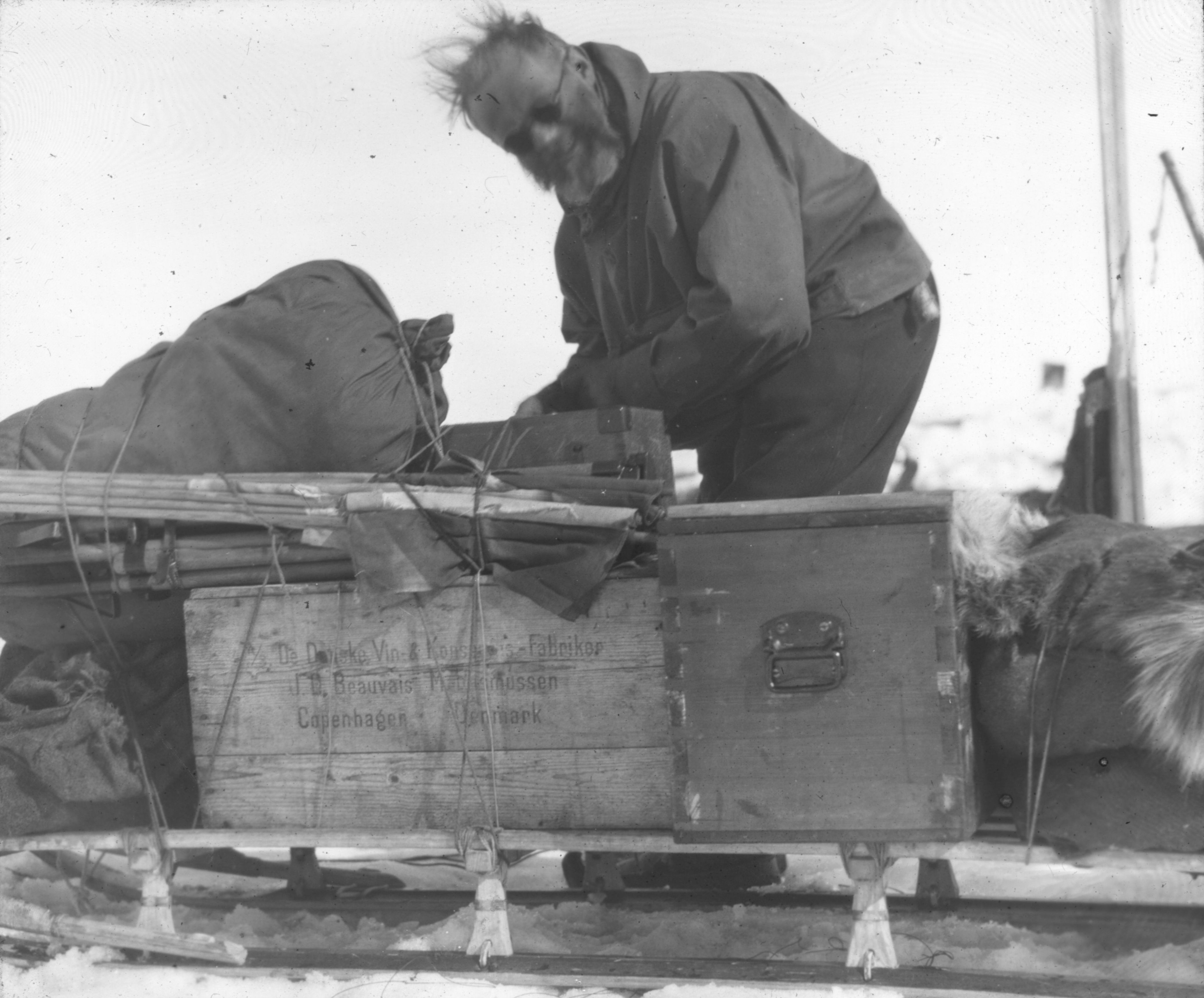
Karl Weiken 1930 in Grönland

Karl Weiken (* 9. März 1895 in Assinghausen; † 8. März 1983) war ein  deutscher Geodät und Polarforscher.

## Leben
Weiken wurde als Sohn eines Landwirts in Assinghausen/Westfalen geboren. Nach dem Gymnasium arbeitete er ein Jahr als Landvermessereleve am Katasteramt in Münster. 1914 begann er ein Studium an der Landwirtschaftlichen Hochschule Berlin, das der Erste Weltkrieg unterbrach. 1921 legte er die Landmesserprüfung in Kulturtechnik ab. Anschließend blieb er als Assistent an der Landwirtschaftlichen Hochschule, studierte aber zusätzlich Geodäsie, Astronomie und Volkswirtschaftslehre an der Friedrich-Wilhelms-Universität. Er promovierte schließlich bei Arnold Kohlschütter mit der Arbeit Ausgleichung trigonometrischer und astronomischer Messungen nach Koordinaten.
Nach einjähriger Tätigkeit in der Flurbereinigung wechselte Weiken 1928 an das Geodätische Institut Potsdam. 1930/31 nahm er an der Grönland-Expedition Alfred Wegeners teil. Er führte die Schweremessungen durch und vermaß 1931 mittels Triangulation drei Viertel der 400 km langen Strecke zwischen der Weststation an der Küste und der Station Eismitte auf dem grönländischen Inlandeis. Als Wegener am 21. September 1930 zu seiner tragisch endenden Reise nach Eismitte aufbrach, übernahm Weiken die Leitung der Weststation bis zum Eintreffen des neuen Expeditionsleiters Kurt Wegener im Sommer 1931.
Nach seiner Rückkehr aus Grönland blieb Weiken am Geodätischen Institut, wurde zum Professor ernannt und übernahm 1936 die Leitung der Schwereabteilung. Im Dezember 1947 kehrte er nach Westfalen zurück und wurde technischer Berater bei der Flurbereinigung in Bonn. 1951 holte ihn Heinrich Lübke, der ihn aus Studientagen kannte, in das von ihm geleitete Landwirtschaftsministerium. 1960 wurde Weiken als Ministerialrat pensioniert, arbeitete aber als Angestellter weitere zwei Jahre im Ministerium. 1963 wurde er Vorsitzender der Deutschen Gesellschaft für Polarforschung. 1973 gab er dieses Amt aus Altersgründen auf und wurde zum ersten Ehrenvorsitzenden ernannt.
Seit 1997 ist er Namensgeber für das Weiken Basin, ein Seebecken in der Antarktis.

## Schriften (Auswahl)
- Karl Weiken: Geodäsie. In: Wissenschaftliche Ergebnisse der Deutschen Grönland Expedition Alfred Wegener 1929 und 1930–1931. Band 5, F. A. Brockhaus, Leipzig 1933
- K. Hahn, P. von Halen, B. Klempert, M. Klöckner, N. Philippsen, W. Rathje, K. Weiken und H. Wortmann: Bodenerhaltung und Wasserbewirtschaftung in den USA. Kommentator, Frankfurt am Main 1956.